# سوزان حرفي
سوزان حرفي (1973-) هي صحفية وإعلامية مصرية تخرجت في كلية الإعلام من جامعة القاهرة، وعملت كمراسلة أخبار في قناة ART وقناة أبوظبي الأخبارية وشاركت في تأسيس الشق الخاص بالتلفزة العربية في عدد من المواقع الالكترونية الهامة.
بعد ذلك، اتجهت سوزان حرفي للعمل كمذيعة إعلامية في عدة قنوات فضائية منها قناة المحور التي عملت فيها لمدة ثلاث سنوات، ثم اتجهت للعمل في شبكة الجزيرة الإعلامية حيث إنتقلت من خلالها للحياة في قطر وذلك في 2005 حيث قدمت خلالها موجز الأخبار والصحافة وشاركت في تقديم برنامجي «منبر الجزيرة» و«صوت الناس» على الفضائية الرئيسية ثم برنامج «مباشر مع...» على قناة الجزيرة مباشر، وبعد أربعه سنوات أعلنت استقالتها من قناة الجزيرة على الرغم من نجاحها مع القناة إلا أنها انتقدت سياسة القناة حيث صرحت «أن الفرص وما يرتبط بها من حراك مهنى داخل القناة لا تخضع لقواعد يعتد بها وإنما للحسابات والمواقف الشخصية والأحكام المسبقة، مما أصاب المهنية في مقتل وأودى بحرية التعبير صريعة على مذبح القناة أو بالأصح على عتبتها».
التحقت بعد ذلك بقناة مودرن حرية والتي قامت فيها بتقديم برنامج «من أول السطر»، لكنها استقالت منها عقب بيعها لمحمد الأمين، مالك شبكة قنوات سي بي سي. كما أنها إحدى الكتّاب في جريدة المصري اليوم.